# Friedrich Heinrich von Seckendorff
Friedrich Heinrich Reichsgraf von Seckendorff (né le 5 juillet 1673 et mort le 23 novembre 1763) était un feld-maréchal et un diplomate saxon au service du Saint-Empire.

## Famille
Seckendorff naquit à Königsberg, en Bavière, dans la noble famille des Seckendorff. Son père était un personnage officiel du duché de Saxe-Gotha et il avait comme neveu Veit Ludwig von Seckendorff. Il étudia le droit à l'université d'Iéna, puis à Leipzig et à Leyde.

## Début de la carrière militaire
En 1693, Seckendorff servit dans l'armée alliée commandée par Guillaume III d'Angleterre et, en 1694, il obtint le grade de cornette dans un régiment de cavalerie de Gotha qui était au service du Saint-Empire. Après avoir quitté la cavalerie, il devint officier d'infanterie au service de la république de Venise et, en 1697, dans celle du margrave de la principauté d'Ansbach, qui, en 1698, incorpora le régiment de Seckendorff, dans l'armée impériale. Il servit ainsi sous les ordres du prince Eugène de Savoie dans la guerre qui opposait alors le Saint-Empire à l'Empire ottoman.
En 1699, Seckendorff se maria et retourna à Ansbach. Mais la guerre de Succession d'Espagne lui fit reprendre du service en tant que lieutenant-colonel dans un régiment d'Ansbach, mis au service des république des Provinces-Unies. Pendant cette guerre, Seckendorff commanda le régiment d'Ansbach et, à la tête de ses dragons, s'empara de 16 étendards au cours de la bataille de Blenheim. Promu au grade d'Oberst, Seckendorff participa aux batailles de Ramillies (1706) et d'Audenarde (1708), ainsi qu'au siège de Lille (1708).
Déçu de ne pas avancer plus vite dans la carrière militaire, Seckendorff entra au service du roi Auguste II de Pologne en tant que Generalmajor et il commanda les troupes auxiliaires de l'Électorat de Saxe dans les Flandres, combattant au siège de Tournai et à la bataille de Malplaquet (1709). En 1713, il représenta la Pologne à La Haye, lors de la négociation du traité d'Utrecht et, la même année, il réprima une insurrection en Pologne. En 1714, en tant que lieutenant général, Seckendorff commanda les troupes saxonnes contre le roi Charles XII de Suède au siège de Stralsund.
En 1717, Seckendorff réintégra l'armée impériale où il servit en tant que Feldmarschallleutnant. Sous le commandement d'Eugène de Savoie, Seckendorff commanda deux régiments d'Ansbach contre les Ottomans à Belgrade. En 1718, il combattit victorieusement contre l'Espagne en Sicile. Récompensé du titre de Reichsgraf en 1719, Seckendorff fut nommé « Feldzeugmeister » (général d’artillerie) deux ans plus tard.

## Diplomatie
En 1726, à la demande d'Eugène de Savoie, Seckendorff fut nommé ambassadeur impérial à la cour du Royaume de Prusse à Berlin. Il y gagna la confiance du roi Frédéric-Guillaume Ier. Seckendorff s'attira également le soutien du ministre d'État Joachim Ernst von Grumbkow, qui reçut une pension du Saint-Empire. Pour éviter une éventuelle alliance matrimoniale entre le prince Frédéric et la Maison de Hanovre, alliance qui eût rapproché la Prusse de la Grande-Bretagne, Seckendorff réussit à faire admettre un mariage avec Elisabeth Christine de Brunswick-Bevern, plus favorable au Saint-Empire.
Un des succès diplomatiques de Seckendorff fut aussi de faire reconnaître la Pragmatique Sanction par de nombreuses principautés allemandes, par le Danemark et la république des Provinces-Unies.

## Fin de carrière
En 1734, Seckendorff réintégra l'armée impériale et devint gouverneur de la forteresse de Mayence. Le 20 octobre 1735, en tant que général de cavalerie pendant la guerre de Succession de Pologne, il conduisit 30 000 hommes contre les Français. En 1737, l'empereur Charles VI nomma Seckendorf commandant en chef et Generalfeldmarschall en Hongrie. Il commence par remporter quelques victoires dans la guerre austro-russe contre les Turcs mais il fut finalement obligé de se replier au-delà de la Save. Les nombreux ennemis qu'il avait à Vienne provoquèrent son rappel. Seckendorff fut jugé et emprisonné à Graz à cause de son échec. 
L'impératrice Marie-Thérèse le fit libérer en 1740 mais, comme on refusait de lui payer ses arriérés de solde, il abandonna toutes ses fonctions dans le Saint-Empire et accepta du nouvel empereur Charles VII le rang de feld-maréchal au service de la Bavière. À la tête de l'armée bavaroise, Seckendorff libéra Munich au cours de la guerre de Succession d'Autriche et, par une série de victoires en 1743 et 1744, força les Impériaux à se replier en Bohême. Après cela, il donna sa démission.
Après la mort de Charles VII, Seckendorff négocia la réconciliation entre le Saint-Empire et la l'électorat de Bavière au traité de Füssen (22 avril 175). L'empereur François Ier confirma Seckendorff dans tous ses honneurs et le diplomate se retira dans un domaine qu'il possédait à Meuselwitz en Thuringe. En 1757, Seckendorff perdit sa femme et sa santé se détériora. En décembre 1758, au cours de la guerre de Sept Ans, Frédéric II de Prusse fit enlever Seckendorff par ses hussars. Après un an et demi de détention à Magdebourg, il fut échangé contre Maurice d'Anhalt-Dessau, qui avait été fait prisonnier par les Impériaux à la bataille de Hochkirch. De retour à Meuselwitz, Seckendorff y mourut en 1763.

## Sources
- (en) Giles MacDonogh, Frederick the Great : A Life in Deed and Letters, New York, St. Martin's Griffin, 2001, 1re éd., 436 p., poche (ISBN 978-0-312-27266-1), p. 436
- (en) Gerhard Ritter, Frederick the Great : A Historical Profile, Berkeley, University of California Press, 1974, 207 p., poche (ISBN 978-0-520-02775-6, OCLC 13593455, LCCN 68015815, lire en ligne), p. 207
- Constant von Wurzbach Biographisches Lexikon, pt. 33, "Versuch einer Lebensr beschreibung des F. M. Seckendorf" (Leipzig, 1792-1794); Seelander, Graf Seckendorf und der Friede v. Passau (Gotha, 1883); Carlyle, Frederick the Great, vols. i.-v. passim; and memoir in Allgemeine deutsche Biographie.
- Le Grand Roi, film allemand de 1942 sur la fin de la guerre de Sept Ans.